# بولتی
بولتی (به ایتالیایی: Bultei) یک کومونه در ایتالیا است که در استان ساساری واقع شده‌است.

## خصوصیات
بولتی ۹۶٫۵ کیلومترمربع مساحت و ۱٬۱۵۸ نفر جمعیت دارد.